# Upper Eldon
Upper Eldon var en civil parish från 1866 till 1932 då den blev en del av Kings Somborne, i grevskapet Hampshire, i England. Civil parish var belägen 11 km från Winchester och hade 13 invånare år 1931.